# Арку-ди-Сан-Жоржи
А́рку-ди-Сан-Жо́ржи (порт. Arco de São Jorge) — район (фрегезия) в Португалии, входит в округ Мадейра. Расположен на острове Мадейра. Является составной частью муниципалитета Сантана. Население составляет 509 человек на 2001 год. Занимает площадь 3,50 км².
Покровителем района считается Иосиф Обручник (порт. São José).